# Quercus mexicana
Quercus mexicana — вид рослин з родини букових (Fagaceae), поширений у гірських місцинах сходу Мексики.

## Опис
Це дерево 3–25 метрів заввишки, або кущ заввишки 1–4 метри. Кора луската, темно-сіра. Гілочки кутасті в поперечному перерізі, спочатку коричнево зірчасто вовнисті, стають безволосими, сіро-коричневими, є сочевиці. Листки опадні, довгасті, еліптичні або довгасто-яйцюваті, 3–10 × 1.5–4 см; верхівка тупа або округла, завершується короткою щетиною; основа кругла до серцеподібної; край товстий, трохи загнутий, часто хвилястий, цілий; верх темно-зелений, блискучий, без волосся, за винятком зірчастих волосків уздовж середньої жилки та біля основи; низ блідо-сіро-коричнево вовнистий, стає безволосим; ніжка листка спочатку волохата, потім гола, з рожевою основою, 2–8 мм. Чоловічі сережки у довжину 3–5 см, вовнистий; жіночі суцвіття у довжину менше ніж 5 мм, 1–4-квіткові. Жолуді поодинокі або до 2–3 разом на плодоносі у довжину менше ніж 5 мм, майже кулясті, у довжину 8–14 мм, у діаметрі 12–15 мм; чашечка охоплює від 1/3 до 1/2 горіха; дозрівають на другий рік між серпнем і січнем.

## Середовище проживання
Поширення: Мексика (Веракрус, Тлакскала, Тамауліпас, Сан-Луїс-Потосі, Керетаро, Коауїла, Гуанахуато, Ідальго, Федеральний округ Мексики, штат Мексика, Новий Леон, Пуебла). Росте на висотах від 1600 до 2700 метрів. Зростає в сосново-дубовому лісі, дубовому лісі, ксерофільному чагарнику, на глинистих ґрунтах.

## Використання
Використовується як дрова та для виробництва деревного вугілля.